# Vanderhorstia longimanus
Vanderhorstia longimanus är en fiskart som först beskrevs av Weber, 1909.  Vanderhorstia longimanus ingår i släktet Vanderhorstia och familjen smörbultsfiskar. Inga underarter finns listade i Catalogue of Life.